# Iker Jiménez
Iker Jiménez Elizari (Vitoria, 10 de enero de 1973) es un periodista español. Licenciado en Ciencias de la Información por la Universidad Complutense de Madrid y la Universidad Europea de Madrid, ha dirigido y presentado el programa radiofónico Milenio 3 en Cadena SER, y dirige y presenta junto a su mujer, la también periodista Carmen Porter, el espacio televisivo Cuarto Milenio de Cuatro. Desde 2020 publica un podcast (La Estirpe de los Libres) en YouTube, y a partir del mismo año presenta también el programa de divulgación Horizonte, también en Cuatro.
Debido a su labor en la dirección de Milenio 3 y Cuarto Milenio, Jiménez es uno de los comunicadores más renombrados de la televisión española, así como parodiados y criticados. Aunque ha sido acusado en ocasiones de promover la telebasura, también ha sido premiado en varias instancias al mérito periodístico y comunicativo, contando en su haber con tres Antenas de Oro y un Premio Ondas, junto con varios otros galardones.

## Biografía
Es hijo del galerista de arte Pedro Ramón Jiménez —experto en pintura flamenca—, y su esposa, María Elizari. Desde niño fue un apasionado de los dinosaurios. Su interés por «lo paranormal» se inició a raíz de la lectura de un libro sobre ovnis de la biblioteca de su tío, hecho que coincidió con una noticia periodística sobre el avistamiento de ovnis en la provincia de Álava en 1984. Sus referencias en la ufología fueron Antonio Ribera y J. J. Benítez.[cita requerida]
Comenzó su actividad periodística profesional en Radio Alameda, emisora municipal de Torres de la Alameda —municipio de la Comunidad de Madrid— con diecisiete años. Su primer programa se llamaba La otra dimensión. Después trabajó en la emisora comunitaria Radio Enlace de Madrid, donde presentaba un programa de sucesos y misterios llamado Al filo de lo imposible. Un año después el espacio pasó a llamarse Al final de la escalera y se emitió dos años en la emisora comunitaria Onda Verde.
Junto al también periodista Lorenzo Fernández Bueno, publicó un fanzine llamado La Última Hora antes de que ambos fuesen reclutados por Fernando Jiménez del Oso para su nueva revista mensual Enigmas (Editorial América Ibérica, 1995).
Publicó su primer libro, Enigmas sin resolver (1999), que tuvo continuación, así como otras obras monográficas de gran éxito —Fronteras de lo imposible, El paraíso maldito, Encuentros—. Trabajó como director y presentador en Antena 3 Radio y Radio 80 —delegación de La Coruña—, Radio 16, RKR Radio, Onda Verde, Radio Voz, Onda Madrid y Radio Intercontinental. En televisión, colaboró en Telecinco y Antena 3 en diversos programas, llegando a tener secciones propias antes de llegar a la Cadena SER. Allí, primero tuvo una sección dentro del programa Si amanece nos vamos, y más tarde obtuvo su propio programa, Milenio 3.[cita requerida]
Tras las primeras cuatro temporadas de Milenio 3, espacio que se inició el 1 de junio de 2002, empezó a presentar y dirigir, hasta la actualidad, el programa de televisión Cuarto Milenio en Cuatro: en ambos espacios nocturnos se abordan —a través de entrevistas y trabajos de investigación— diversos fenómenos paranormales y otros enigmas sin resolver. Entre ellos se encuentran la etnografía, las pseudociencias, la ciencia en sus más diversas variantes, la antropología, la ufología, la parapsicología, el esoterismo, la criminología o la arqueología. En 2008 Cuatro le encomendó una serie de reportajes llamados «Confidenciales Iker Jiménez». El primero de ellos, emitido el 18 de julio de 2008, versó sobre el accidente de Chernóbil. Más tarde dirigiría otro monográfico, «El salto infinito», sobre los orígenes y el arte del hombre prehistórico.
Con su programa radiofónico Milenio 3 batió los mejores registros de audiencia en el horario de madrugada de la radio española, situándolo en una marca de 776 000 oyentes. Milenio 3 entró en la historia de la radiodifusión española al ser el primer espacio de una emisora privada en emitirse en América: Argentina, Colombia, Chile, México y Estados Unidos.
Organizó una Alerta OVNI por toda España el 26 de junio de 2004, dentro del programa de radio Milenio 3, conmemorando el 25 aniversario de la primera Alerta OVNI española realizada en 1979 por Antonio José Ales en su programa de radio Medianoche. Milenio 3 organizó una segunda «Alerta Ovni» el 9 de junio de 2012, con sede central en la Cúpula del Milenio de Valladolid y decenas de corresponsales en los cinco continentes.
En 2007, 2008 y 2009 lanzó tres colecciones de libros-DVD sobre los contenidos de Cuarto Milenio.
En 2009 dirigió y presentó el documental sobre prehistoria El salto infinito, un recorrido de dos horas de duración por las principales cuevas con arte rupestre de España y Francia. Durante el rodaje se descubrieron nuevas muestras de arte de más de veinte mil años en las cuevas cántabras de La Pasiega y El Castillo. En el documental intervinieron los más importantes especialistas en el ámbito de los estudios prehistóricos. Jean Clottes —presidente conservación de la Unesco del Patrimonio Mundial de Arte Rupestre—, J. A. Lasheras —director de la cueva de Altamira—, Antonio Rosas y Manuel Martín Loeches.
Ha publicado ocho ensayos: Enigmas sin resolver I y II; El paraíso maldito; Fronteras de lo imposible; Encuentros, La historia de los ovni en España; Tumbas sin nombre —junto con Luis Mariano Fernández—; La noche del miedo y Milenio 3, el libro. También se atrevió con la novela en Camposanto, editada en varios países (Editorial Suma de Letras), basada en la vida del pintor Jheronimus van Aken El Bosco y la obsesión de Felipe II con su obra—. Fue traducida en Italia (Il Villaggio Maledetto, Edizioni Il Punto D´Incontro) y en Alemania (Campus Sanctus, Rowohlt Verlag).
En 2013 colaboró en el fugaz espacio de Telecinco Al otro lado, que dirigió y presentó su propia esposa. Se emitieron dos programas.
El 28 de junio de 2015 se emitió el último programa de Milenio 3. Según Iker Jiménez, el motivo de la finalización del programa estuvo motivado por cuestiones personales —en concreto, dedicar más tiempo a su hija—, buscando así desmentir los rumores de que fuese por un contrato de exclusividad con Mediaset, como se comentaba en las redes sociales. Casi dos meses después Iker Jiménez inauguró un pódcast en Radioset llamado Universo Iker, que, simultaneándose con otros formatos alternativos como Dos en la Noche o Carmen Connection, se mantendría en emisión hasta julio de 2018.
El 22 de septiembre de 2018 puso en marcha Milenio Live, un formato semanal en directo que se emite durante las madrugadas del viernes al sábado a través de YouTube. El programa se realiza desde el Estudio Alma, en el propio domicilio de Iker Jiménez, quien además de ocuparse personalmente de todos los aspectos técnicos y de realización, dirige y presenta el programa junto a su mujer, Carmen Porter.
En 2022 anunció el lanzamiento de GOIA, un proyecto pionero para reinterpretar la obra del pintor Francisco de Goya mediante el uso de la inteligencia artificial, ámbito que también abordó en abril de 2023 al protagonizar la primera promoción de Mediaset España realizada con esta tecnología.
En 2025 la Unión Astronómica Internacional, a instancias de la Fundación del Observatorio Astronómico de Mallorca (FIAAM), aceptó conceder el nombre de Iker Jiménez al asteroide 375303.

## Actividad mediática

### Radio
- Milenio 3 (2002-2015), en la Cadena SER.
- Universo Iker (2015-2018), en Radioset.

### Televisión
- La otra dimensión (2001), en Antena 3.
- Cuarto Milenio (2005-presente), en Cuatro. (De marzo a agosto de 2020 dejó de emitirse por la pandemia COVID-19, durante ese tiempo hubo reposiciones)
- Cuarto Milenio Zoom (2016-2017), en Cuatro.
- Informe covid (2020-2021), Telecinco.
- Horizonte (2020-presente), en Telecinco y posteriormente en Cuatro.

### Internet
- Milenio Live (2018-2021), en YouTube y Mtmad.
- La Estirpe de los Libres (2020-presente), en YouTube.

## Música
A finales de 2018 se inició en la composición musical experimental. Su primer trabajo fue The Spirit of the Cave, una exploración sonora de inmersión en una cueva con arte rupestre paleolítico, seguido de Talaván.

## Obras

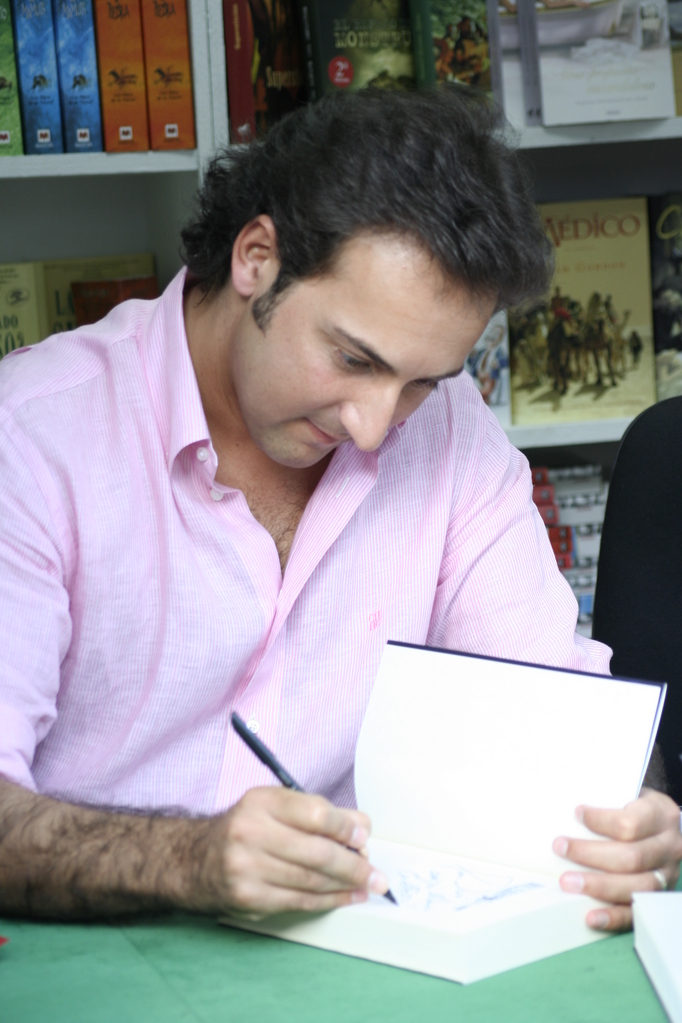
Jiménez en una firma de libros en 2006.

### Libros de divulgación
- Enigmas sin resolver: los 'expedientes X' más sorprendentes e inexplicables de España (Edaf, 1999)
- El paraíso maldito: un viaje al rincón más enigmático de nuestra geografía (Corona Borealis, 1999)
- Enigmas sin resolver II (Edaf, 2000)
- Fronteras de lo imposible (Edaf, 2001)
- Encuentros: la historia de los OVNI en España (Edaf, 2002)
- Tumbas sin nombre (Edaf, 2003) - Escrito en colaboración con Luis Mariano Fernández
- La noche del miedo (Edaf, 2004)
- Milenio 3: el libro (Aguilar, 2006) - En colaboración con Carmen Porter

### Novela
- Camposanto (Suma de Letras, 2005)

### Editor y director de otras colecciones
- Biblioteca Cuarto Milenio (25 vol.; Aguilar, 2007)
- Biblioteca El Archivo del Misterio de Iker Jiménez (24 vol.; Edaf, 2003)
- Biblioteca Los Imprescindibles del Misterio (14 vol., Círculo de Lectores, 2006)
- Catálogo oficial de La nave del misterio: Libro fotográfico. (Autoeditado, 2015) - Creado en colaboración de Juan Villa y Annaïs Pascual

## Premios

### 2004
- Antena de Oro, otorgada por la Federación de Asociaciones de Radio Televisión de España. Un galardón otorgado por los compañeros de profesión de todas las cadenas, en reconocimiento a su labor como director y presentador de Milenio 3 en la Cadena SER como innovación del medio y rigor informativo.[37]
- Galardón al mejor periodista por la Asociación de Víctimas del 11-M en un acto celebrado en Cáceres, donde también fueron premiados los periodistas Baltasar Magro y Lorenzo Milá.[38]

### 2006
- Personaje Televisivo del año 2006, consiguiendo el 43,5% de los votos en una macro encuesta efectuada por los medios de divulgación del Grupo Vocento a través de su portal de internet.[5]
- Cuarto Milenio es votado programa de divulgación preferido por los internautas del portal Vaya Tele.[39]

### 2007
- Milenio 3 se convierte el 24 de febrero en el primer programa de radio española de una emisora privada en ser emitido a toda Latinoamérica.[40]
- La Trufa de Oro de 2007, concedida por los periodistas de las diversas emisoras radiofónicas de Vitoria, como periodista destacado y personaje que ha llevado por el mundo con orgullo el «Nombre de Vitoria». Este galardón, que cumple su décima edición, es un gran clásico del periodismo alavés.[41]
- La emisión de Milenio 3, del 23 de noviembre de 2007 desde el Pabellón de Mendizorroza es considerada la de mayor aforo en la historia de la difusión radiofónica de Euskadi. Asistieron 5100 personas, en un hecho sin precedentes.[cita requerida]

### 2008
- Premio Arias Montano a la divulgación, concedido en Valladolid por Ámbito Cultural de El Corte Inglés.[42]

### 2010
- La Universidad Camilo José Cela, en un acontecimiento pionero, inaugura un seminario llamado «La pasión de investigar» impartido y centrado en la biografía de Iker Jiménez para los licenciados en criminología.[43]
- Cuarto Milenio se convierte en el contenido más descargado del año en el servicio Play Cuatro de Mediaset, mientras que Milenio 3 se vuelve el programa más descargado de toda la radio emitida en español. La web www.ikerjimenez.com bate récords con más de ocho millones de descargas.[44]
- Cuarto Milenio, Medalla de Plata a la Mejor cabecera gráfica internacional en el Festival Internacional de Televisión y Cine de Nueva York de 2010, de alcance mundial.[45]
- Milenio 3 en la Cadena SER alcanza un récord de cuota de audiencia en la radio española en la segunda oleada del EGM 2010: 60% de los oyentes de la madrugada escuchan en el espacio presentado y dirigido por Iker Jiménez.[46]
- Iker Jiménez galardonado, junto con el presidente de la Audiencia Provincial de Valladolid Feliciano Trebolle, con la Insignia de Plata de la Sociedad Española de Criminología y Ciencias Forenses (SECCIF) en un acto celebrado en Valladolid.[47][48]
- Milenio 3 bate todos los récords de audiencia de la madrugada en España. Récord histórico desde que se computan audiencias. 750.000 oyentes de media de 1 a 4 de la madrugada, quintuplicando a la competencia.[49]

### 2014
- Milenio 3 emite un programa histórico, en directo, desde el Anfiteatro Romano de Mérida dos mil años después de la muerte de Octavio Augusto, primer emperador de Roma. Las entradas por internet al evento se agotaron en menos de un minuto de su apertura.[50]

### 2015
- Antena de Oro en el apartado de televisión como mejor presentador, en reconocimiento a su labor al frente del veterano Cuarto Milenio.[12]
- Premio Ondas nacional de televisión por, en palabras del jurado, «su labor como presentador, comunicador y director, conduciendo un programa con estilo único y consolidando el género del misterio tanto en televisión como en radio».[12]

### 2018
- Medalla al mérito profesional en el I Congreso Internacional de Criminalística Aplicada (Noya).[51]
- Premio al Apoyo a Enfermedades Poco Frecuentes otorgado por el Hospital Clínico San Carlos (Madrid).[52]

### 2019
- Gran Cruz de las Víctimas del Terrorismo al programa Cuarto Milenio, concedida por la Asociación Histórica de la Guardia Civil.[53]

### 2020
- Premio Independiente del año, en el apartado de Comunicación y Televisión, otorgado por Unión por Leganés.[54]
- Medalla al mérito policial, cedida a título personal por Jesús Montero del Cuerpo Nacional de Policía, por su labor divulgativa durante la pandemia de COVID-19 en España.[55][56]

### 2021
- Premio de Honor al Mejor Comunicador de Radio y TV en el Área de Programas Divulgativos e Investigación 2021, otorgado por Fundación Gala.[57]
- Nombrado una de las 50 personas más influyentes en el ámbito de la comunicación en España por la web Merca2.[58]
- Nombrado una de las 25 personalidades más influyentes del año 2021 en España por Forbes.[59]

### 2022
- Gran Cruz a la Solidaridad COVID-19, en reconocimiento a su compromiso durante la pandemia como director del programa Horizonte, concedida por la Asociación Histórica de la Guardia Civil.[60]
- I Premio de Turismo Ciudad de Palencia en la categoría de medios de comunicación.[61]
- Premio Arturo Duperier 2022 a las ciencias de la información.[62]
- Antena de Oro 2022 al programa Horizonte, premio otorgado por la Federación de Asociaciones de Radio y Televisión.[63]

### 2023
- Premio Naranja al estilo de vida Mundo Natural al programa «Horizonte», otorgado por la Peña de Periodistas Primera Plana.[64]
- Premio Nacional Aquí TV al programa «Horizonte».[65]

### 2024
- Premio a Cuarto Milenio en la edición XVI del FesTVal (Festival de Televisión de Vitoria-Gasteiz) "por cumplir 20 temporadas afrontando cada etapa con éxito, evolucionando, pero sin perder un ápice de su esencia y aportando valores que continúan dignificando el entretenimiento, en este caso apoyándose en el misterio y la ciencia. Iker Jiménez suma conectando con la audiencia de una forma natural más que ponderable". [66]

## Controversias
Los programas y publicaciones de Iker Jiménez dedicados a lo paranormal son objeto de juicio por parte de científicos y escépticos, que ven en ellos una explotación de la credulidad de la gente, y por parte de algunos educadores, algunos sectores del periodismo, que los sitúan en el mismo campo de la degradación de la profesión que los reality shows y otras formas de lo que, aplicado a la televisión, es llamado telebasura, e incluso por parte de otros investigadores del misterio.

### El cadáver de Boisaca
En su libro Enigmas sin resolver, Iker Jiménez recogió un suceso ocurrido en Santiago de Compostela en mayo de 1988, en el que un tren arrolló a un joven que iba caminando por las vías a su paso por el puente de Paredes. El estado en el que quedó el cuerpo, enterrado en una fosa común del cementerio local en el barrio de Boisaca, el que no llevara encima ningún tipo de documentación y unido al hecho de que no se idenficase al joven por las huellas dactilares, hizo que distintos periodistas del misterio alimentasen el caso con teorías acerca de la identidad del joven, desde que se trataba de un enfermo mental extraviado, un niño salvaje o un «temponauta». La historia fue bautizada como el «Caminante», el «Cadáver» o el «niño de Boisaca». De hecho, Iker Jiménez le dedicó varios programas, en Milenio 3 y en Cuarto Milenio. Sin embargo, en enero de 2009, una prueba de ADN demostró que se trataba de un joven de 22 años llamado Óscar Ortega Vasalo, que había desaparecido de su casa de Barcelona un mes antes. De hecho, la ficha de Óscar figuraba en la web Inter-Sos de personas desaparecidas.

### Tumbas sin nombre
En su libro Tumbas sin nombre (2003), en el que se intenta identificar las caras de Bélmez con antepasados reales de la dueña de la casa, se presenta, en la página 47, una fotografía de un Guardia Civil a quien se identifica con la teleplastia denominada La Pava. Sin embargo, en la página 30 y en el informe central del libro, donde se pueden ver las comparaciones de la imagen del Guardia Civil y La Pava, se aprecia que la copia de la fotografía había sido manipulada para que coincidiera con dicha teleplastia. La recreación fue hecha originalmente en el programa Flashback, de Canal Sur, y por motivos de derechos, los autores del libro realizaron una nueva recreación, de ahí que la fotografía llegase alterada a los autores del análisis, José Manuel García Bautista y Rafael Cabello Herrero, según consta en la página 113 del libro.

### Alerta OVNI
La alerta ovni organizada en 2004 llevó a que periodistas de entornos críticos creasen el proyecto Magonia, invitando al público a construir falsos OVNIs —OVI, objetos volantes identificados— para poner a prueba la fiabilidad de los testimonios en ese tipo de eventos. Sin embargo, nadie participó en dicha iniciativa.

### El cosmonauta desaparecido
En una programa de Cuarto Milenio de junio de 2006, Jiménez abordó el caso de un supuesto cosmonauta desaparecido. Según narraba el programa, el astronauta en cuestión se trataba de Ivan Istochnikov. De acuerdo a la versión narrada en el programa, este era el piloto de la Soyuz 2. Cuando falló el acoplamiento con la Soyuz 1, las autoridades soviéticas intentaron minimizar el problema afirmando que era una nave no tripulada e intentando borrar todo rastro de sus existencia. Para avalar la veracidad de la historia se mostraron fotografías de Istochnikov. Sin embargo toda la historia no era real, pues Ivan Istochnikov era un personaje inventado por el fotógrafo Joan Fontcuberta para su proyecto de 1997 "Sputnik: La odisea de la Soyuz 2". En ningún momento Foncuberta había ocultado que Istochnikov era ficticio, de hecho, el nombre del astronauta es una traducción al ruso del nombre del artista.

### Negacionismo climático
En ocasiones se ha criticado a Iker Jiménez, tanto en Horizonte como en Cuarto Milenio, y redes sociales, por dar voz a los negacionistas del cambio climático, que niegan la existencia del calentamiento global pese a la evidencia científica. Iker se ha pronunciado en diversas ocasiones para defender cuestionar el cambio climático, que catalogó de «religión»: «Para mí hace más calor que antes, para mí, la sensación es que en los últimos tiempos ha aumentado la sensación térmica de España. Lo que yo puedo conocer [...] Seguramente sea verdad el cambio climático, a lo largo de los milenios ha habido muchos cambios climáticos, y quizá estemos viviendo uno. No tengo ninguna facultad para saberlo [...] Se adaptan verdades, se financian verdades [...] Yo no tengo ni idea de lo que ocurra y no ocurre y seguramente tengan razón la mayoría de los científicos». En redes sociales criticó al presidente de Colombia, Gustavo Petro, por achacar al cambio climático las inundaciones de la DANA de 2024 en España: «Estos son los defensores del cambio climático. La madre que los parió. Hay que ser indecente. Está gente muriendo en España, gente ayudándose, y te viene el gilipollas este a hablar del cambio climático, de que no defendemos a los pobres… ¡Pero sí tú los secuestrabas!».
En noviembre de 2022, Nicolás Rodríguez, junto a Iker Jiménez, mostraron en Horizonte un gráfico de la AEMET indicando: «los datos hablaban por sí solos. Al contrario de lo que se podría imaginar, la gráfica no mostraba un incremento imparable sino un patrón constante que se ha venido repitiendo desde, por lo menos, el año 1961». Lo cierto es que esos mismos datos sí muestran un aumento de 1,3 °C de temperatura de 1951 a 2021 en la España peninsular y Baleares, pero al mostrarlos en barras desde los 0 °C, no tan fácil observar el aumento.

### Difusión de bulos
En el contexto de las inundaciones de la DANA de 2024 en España, se vio envuelto en polémica por la difusión de un bulo que apuntaba a la existencia de muchos cadáveres en el aparcamiento del Centro Comercial Bonaire, llegando el presentador a publicar en X: «En el parking de Bonaire hay muchos cuerpos, muchos cuerpos. Muchos» o «Que se diga a estas horas esa cifra oficial de muertos, viendo lo que vimos y sabiendo lo que saben, es una ignominia, una jodida vergüenza para el pueblo español. Basta ya, queremos saber la verdad». Tras desmentirse el bulo, publicó: «Me comunican aquí que en otro gran parking no hay fallecidos. Gracias a Dios. La gente debió huir antes. Me alegro mucho de corazón de que las fuentes que me informaban de que había cuerpos en Bonaire se hayan equivocado», no sin apuntar que esta información también había sido difundida, en parte, por otros medios. El programa publicó en X un vídeo cronológico recopilando sus coberturas igualmente equivocadas, en especial de los medios más críticos con Jiménez, que alcanzó 3 millones de visualizaciones en 12 horas.
Jiménez también tuvo que disculparse tras difundirse unas imágenes de Rubén Gisbert, uno de los colaboradores de Horizonte, manchándose premeditamente con barro las piernas antes de entrar en directo para informar sobre la catástrofe en el programa: «No tenía conocimiento de esto y estoy absolutamente preocupado, porque Rubén Gisbert ha hecho un trabajo encomiable durante estos cinco días transportando medicinas. Esto que ha hecho no lo entiendo, entiendo que será fruto del nerviosismo. Tenéis mi palabra de que yo jamás he obligado a nadie a dramatizar, a mancharse, y el que me conoce lo sabe». Jiménez intentó explicarlo como un intento desacertado de mantener el raccord por parte de Gisbert. El propio Rubén Gisbert también divulgó el bulo de la existencia de un número elevado de cadáveres en el aparcamiento del Centro Comercial Bonaire en las redes sociales, y es que, en ocasiones, se ha criticado al programa por dar voz a agitadores de extrema derecha en redes sociales. El youtuber Ángel Gaitán, también colaborador del programa, propagó el bulo de que Cáritas y Cruz Roja estarían haciendo negocio con la catástrofe: «Entra el ayuntamiento y se quiere quedar con todo. Entra Cáritas y se quiere quedar con todo. Y yo he prometido, aunque me cueste la salud, que me va a dar un infarto, que esto no va a pasar. Solo preguntan cuáles son las cosas de mayor valor, qué maquinaria hay, qué generadores, qué baterías, qué equipos caros… solo les interesa eso».
A raíz de las controversias, el banco ING retiró su publicidad de los espacios de Jiménez, lo que causó una notoria llamada al boicot entre los seguidores del programa. La entidad bancaria se vio obligada a desmentir rumores de bloquear ilegalmente cancelaciones de cuentas, y explicó la decisión de retirar la publicidad como fruto de un algoritmo automático. Sin embargo, Horizonte consiguió sucesivos récords de audiencia históricos, además del respaldo de la cadena y de sus miembros.

### Críticas políticas
Iker Jiménez fue objeto de controversia por realizar, de manera irónica, en dos ocasiones, un gesto evocando al saludo nazi durante una entrevista con el youtuber Javi Oliveira. Lo hizo emulando a Elon Musk, quien previamente había hecho ese gesto en un acto de Donald Trump. Este incidente reavivó las críticas hacia Jiménez.
En diversos medios se ha señalado que Jiménez ha proporcionado una plataforma para discursos y teorías asociadas a la extrema derecha, con periodistas como Antonio Maestre señalando que «se ha convertido en gurú de la extrema derecha». Por ejemplo, en 2015, su programa abordó la crisis de refugiados con declaraciones de tertulianos que sugerían una «agenda cuidadosamente calculada de migración en masa» para «destruir la identidad de la UE y de EE. UU.» y «debilitar la raza blanca y la religión cristiana». Estas narrativas de la teoría del gran reemplazo son comunes en círculos ultraderechistas. Iker Jiménez se ha defendido en numerosas ocasiones diciendo que «El miedo a resultar políticamente incorrecto no nos va a frenar para formular preguntas».

### Acusaciones de transfobia
En 2021, en Cuarto Milenio, Iker Jiménez dedicó una sección sobre «libros prohibidos» a Un daño irreversible, de la periodista Abigail Shrier, que defiende que la transexualidad es una moda cultural contagiosa transmitida en los colegios.
En febrero de 2023, abordó en Horizonte el tema de la Ley Trans aprobada en España. Esta ley permite a cualquier persona cambiar su nombre y sexo en el Registro Civil sin necesidad de informes médicos o tratamientos hormonales previos, a partir de los 16 años. El prograba contó con la participación de dos mujeres que se consideraban feministas y una mujer «trans arrepentida». Durante la emisión, expresó su perplejidad ante la ley, calificándola de «distopía absoluta», y cuestionando la lógica detrás de permitir que menores realicen cambios de sexo sin autorización parental, «mientras que para actividades como excursiones escolares sí se requiere permiso». Continuó con sus críticas a la Ley Trans en Cuarto Milenio, mostrando preocupación por sus implicaciones futuras, mencionando que ha recibido miles de mensajes del ámbito feminista apoyando su postura y destacando que la ley ha generado una fractura dentro del feminismo español.
En 2024 tras conocerse el ganador de Eurovisión 2024, que resultó ser el representante de Suiza, Nemo Mettler, una persona de género no binario, Jiménez publicó en X: «Nos han informado oficialmente de que Nemo está muy 'emocionade'. No nos extraña nada». Este uso irónico del pronombre neutro generó una ola de críticas en las redes sociales. Figuras públicas como el presentador Jordi Cruz y la cantante Angy Fernández expresaron su desacuerdo. Cruz comentó: «El rumbo de tu nave ya no tiene mucho misterio» y Fernández: «Antes te admiraba... antes. Sé que te da igual, pero quería decírtelo. Dejo de seguirte. Espero que tengas un poco más de respeto. Un abrazo». En respuesta a la polémica, Jiménez publicó un vídeo defendiendo su derecho a opinar sobre Eurovisión y calificó la canción ganadora como un «bodrio» y un «engendro», aclarando que su crítica se centraba en la canción y no en la identidad de género de Nemo, pese a que en la citada publicación solo hablaba del artista, no de la canción, y añadió: «Y a toda esa gente que se irrita y se pone las manos en la cabeza, algunos me llaman facha y fascista... Que si debe ser ir en contra de tantos antivalores, me parece muy bien que me lo llaméis. No tengo ningún problema [...] Yo no me pienso callar, de decir lo que opino porque hay mucha cobardía. Hay mucha gente que se calla por miedo a ser cancelado».